# Joyeuse entrée

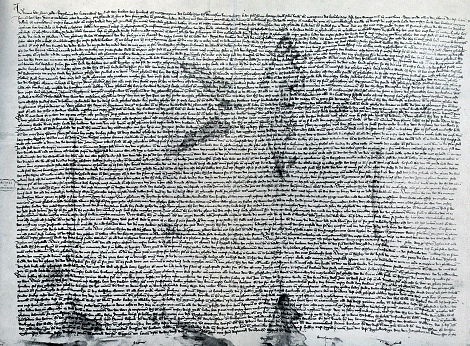
Joyeuse entrée герцогині Жанни і Венцеля Люксембурзького, 3 січня 1356 року.

Joyeuse entrée (фр. joyeuse entrée, нід. Blijde Inkomst; дослівно «радісний в'їзд») - перший офіційний мирний візит правителя в середньовічне місто, зазвичай супроводжувався наданням або підтвердженням привілеїв міста.
Під цим ім'ям також відома хартія, на вірність якій присягали герцоги брабантські і Лімбурзькі, з 3 січня 1356 року.
У її основі лежали закони брабантського герцога Жана II (1312); вона складалася з 59 статей, до яких Філіп Добрий приєднав три, а Карл V два доповнення. Найважливіші положення цієї хартії спрямовані були на охорону старовинних привілеїв і прав країни, на обмеження монетної регалії государя, на утвердження старовинного початку місцевого державного права, за яким ніхто з громадян не міг бути судимий за межами країни, іноземними суддями і закордонними законами. Остання стаття стверджувала, що порушення хартії звільняє підданих від обов'язку покори суверену.